# Kenny Clarke/Francy Boland Big Band
The Kenny Clarke–Francy Boland Big Band, también conocido como The Clarke-Boland Big Band, fue una de las big band de jazz más importantes establecidas fuera de los Estados Unidos.
Tras haber actuado y grabado juntos en los Estados Unidos, Kenny Clarke y el pianista y compositor belga, Francy Boland, deciden, en 1961, junto con un antiguo bajista de Duke Ellington, Jimmy Woode, y el productor italiano Gigi Campi, reunir a varios músicos estadounidenses viviendo en Europa y músicos europeos.
La banda se disolvió en 1973, tras haber grabado más de veinte de álbumes.

## Miembros
Los miembros de la banda incluían Johnny Griffin, Eddie "Lockjaw" Davis, Ronnie Scott, Tony Coe, Nat Peck, Ake Persson, Dusko Goykovich, Stan Sulzmann, John Surman, Manfred Schoof, Albert Mangelsdorff, Erik van Lier, Fats Sadi, Kenny Clare, Benny Bailey, Art Farmer, Sahib Shihab, Shake Keane, Idrees Sulieman, Herb Geller, y Jimmy Deuchar. Otros músicos como Sal Nistico, Phil Woods, Zoot Sims, Stan Getz también actuaron con la banda.

## Discografía
- Jazz is Universal (1962) Atlantic Records
- Handle With Care (1963) Atlantic
- Now Hear Our Meanin' (1965) Columbia Records
- Swing, Waltz, Swing, Carl Drewo und die Clarke–Boland Big Band (1966) Philips Records
- Jazz Convention Vol. I (1967) KPM
- Jazz Convention Vol. II: Contemporary Jazz Moods... (1967) KPM
- Sax No End (1967) MPS Records, Pausa – también como Fire, Soul, Heat & Guts (Prestige Records)
- Out of the Folk Bag (1967) Columbia
- 17 Men and Their Music (1967) Campi
- Latin Kaleidoscope (1968) MPS, Prestige
- All Smiles (1968) MPS – también como Let's Face the Music (Prestige)
- Faces (1968) MPS
- More (1968) Campi – también como More Jazz in the Movies (CAM)
- Jazz Convention Vol. III (1968) KPM
- My Kind of World, Gitte & The Band (1968) Hör Zu – Gitte Hænning meets the Francy Boland-Kenny Clarke Big Band
- Fellini 712 (1969) MPS
- Volcano,...Live At Ronnie's (1969) Polydor Records
- Rue Chaptal,...Live At Ronnie's (1969) Polydor
- More Smiles (1969) MPS
- All Blues (1969) MPS
- At Her Majesty's Pleasure… (1969) Black Lion Records
- Clarke-Boland Big Band En Concert Avec Europe 1 (1969) RTÉ
- Off Limits (1970) Polydor
- November Girl, Carmen McRae / The Kenny Clarke-Francy Boland Big Band (1970) Black Lion
- Changes of Scenes, Stan Getz and the Kenny Clarke-Francy Boland Big Band (1971) Verve Records